# Évariste Galois
Évariste Galois, francoski matematik, * 25. oktober 1811, Bourg-la-Reine pri Parizu, Francosko cesarstvo (sedaj Francija), † 31. maj 1832, Pariz, Kraljevina Francija (sedaj Francija).

## Življenje
Évariste je bil sin Nikolasa in Adelaide. Družina je bila iz srednjega sloja. Mati je bila učena in nadarjena ženska, ljubiteljica klasike, predana svojemu sinu in njegovi izobrazbi. Bila mu je učiteljica vse do njegovega dvanajstega leta, enako kakor je Pascala poučeval njegov oče. Oče je bil republikanec, nasprotnik kralja in tiranije, ljubitelj rim in političnih poslanic, župan tega mesteca. S svojo svobodomiselnostjo je vplival na sina. Po materini strani je Evariste »podedoval« nagnjenje k humanizmu in zavračanje sholastike, ki je prevladovala na francoskih šolah; tudi mati je odklanjala tiranijo in rojaliste. 
Z enajstimi leti se je Evariste vpisal na znani pariški licej Louis-le-Grand, da bi dopolnil svoje znanje in dosegel uspeh. Liceji niso bili naklonjeni svobodnjaškim (??) naravam. Za matematični »gejzir«, ki se je najavil v krhkem telesu mladega Évarista, je bila šola najhujša duhovna temnica. Lahko se je samo čuditi, zakaj ga oče ni izpisal iz te šole. To je bil nemiren čas v francoski družbi. Mladi so hoteli dejavno sodelovati pri ustvarjanju nove Francije. Uprava liceja je temu nasprotovala in je svoje dijake držala pod strogim nadzorom. Kdor se je pritoževal, je bil po hitrem postopku izključen. Galois ni imel niti te sreče. Dvakrat so ga zavrnili, ko se je hotel vpisati na École Polytechnique, vodečo francosko matematično šolo. Nazadnje se mu je uspelo vpisati na »normalko« (École Normale), a tudi tu so ga kmalu izključili. Skušal se je preživljati s poučevanjem matematike na domu, obenem pa je skušal obdržati ravnovesje med veliko ljubeznijo do znanosti in demokracije. Kot republikanec se je leta 1830 udeležil revolucije, preživel nekaj mesecev v zaporu, kmalu zatem pa je bil ubit v dvoboju, star komaj enaindvajset let, v dvoboj je šel, ker se je zapletel s poročeno žensko. Njegove zadnje besede bratu Alfredu so bile: »Ne joči!. Potrebujem ves svoj pogum, da umrem pri dvajsetih.«

## Delo
Trije članki izmed tistih, ki jih je poslal v objavo Akademiji znanosti, so se izgubila v uredništvu, nekateri drugi pa so izšli šele več let po njegovi smrti. Na predvečer dvoboja je nekemu prijatelju napisal kratek pregled svojih odkritij v teoriji enačb. Ta ganljivi dokument, v katerem je prijatelja prosil, naj njegova odkritja posreduje vodilnim matematikom, se je končal z besedami: »Javno prosi Jacobija ali Gaussa za mnenje, ne o resničnosti ampak o pomembnosti izrekov. Upam, da se bo potem našlo nekaj ljudi, ki bodo s pridom razrešili vso to zmešnjavo.« Ta zmešnjava (»ce gachis«) je vsebovala nič manj kot Galoisovo teorijo grup, kjuč do sodobne algebre in sodobne geometrije. Te zamisli sta do neke mere slutila že Lagrange in Ruffini, toda Galois je imel predstavo o popolni teoriji grup. Izrazil je osnovne značilnosti transformacijske grupe, ki pripada korenom algebrske enačbe, in pokazal, da grupa določa področje racionalnosti teh korenov. Opozoril je na osrednji položaj, ki ga zavzemajo invariantne podgrupe. Stari problemi, kot so tretjinjenje kota, podvojitev kocke, reševanje kubičnih in bikvadratnih enačb, kot tudi reševanje algebrskih enačb poljubne stopnje, so dobili svoje naravno mesto v Galoisovi teoriji. Podal je pogoje za rešljivost polinomskih enačb.
Kolikor se ve, ni Galoisovo pismo nikoli prišlo niti do Gaussa niti do Jacobija. Matematična javnost ni vedela zanj, dokler ni Liouville oktobra in novembra leta 1846 v svojem časopisu Journal des mathématiques pures et appliquées objavil večine Galoisovih člankov. V tem času pa je tudi Cauchy že začel objavljati svoja dela iz teorije grup (1844 do 1846). 
Januarja 1831 se je Galois po kratki prekinitvi vrnil k svojemu delu v matematiki. Poisson mu je predlagal naj predloži svoje delo o rešitvah enačb. Kasneje tega leta je od Poissona prejel odklonilno pismo v zaporu zaradi revolucionarnih dejavnosti. Poisson je zapisal: »njegovo podajanje ni zadovoljivo jasno, kakor tudi ni zadovoljivo razdelano, da bi lahko sodili o njegovi strogosti.« Galois ga je ponovno predložil v skrajšani obliki. Pomena tega dela se v splošnem za časa njegovega življenja niso zavedali, čeprav so nekateri matematiki, in med njimi Cauchy, razumeli njegov globlji pomen.
Šele tedaj so se nekateri matematiki začeli zanimati za Galoisove teorije. Leta 1852 je prvi podal zaokroženo obliko Galoisove teorije Betti. Pomen Galoisovih del so popolnoma doumeli šele po objavi Jordanovega dela Traite des substitutions et des equations algebriques (1870) in pozneje iz Kleinovih in Liejevih del. Danes velja Galoisovo povezujoče načelo za enega od najvidnejših dosežkov v matematiki 19. stoletja. Imel je tudi nove zamisli o integralih algebrskih funkcij ene spremenljivke, ki se sedaj imenujejo Abelovi integrali. To pomeni, da je bil njegov način mišljenja zelo soroden Riemannovemu. Lahko se domneva, da bi bila, če bi bil Galois živel dalj časa, sodobna matematika dobila največji navdih iz Pariza in iz Lagrangeeve šole, ne pa iz Göttingena in Gaussove šole.
Znan je njegov Galoisov kolobar {\displaystyle \mathbb {Z} _{m}}, ki ga sestavljajo odseki po modulu m. Pojmi kot so Galoisova grupa, Galoisovo polje in Galoisova teorija ležijo v osnovah sodobne algebre.

## Priznanja

### Poimenovanja
Po njem se imenuje udarni krater Galois na oddaljeni strani Lune.